# Rubus cyclops
Rubus cyclops är en rosväxtart som beskrevs av E. Monasterio-huelin. Rubus cyclops ingår i släktet rubusar, och familjen rosväxter. Inga underarter finns listade i Catalogue of Life.